# コンボスキニオン

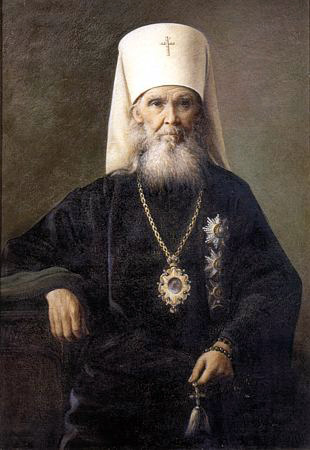
モスクワ府主教マカリイ2世（在位1912年 - 1917年）。左手に持っているのがコンボスキニオン（チョトキ）。ロシア正教会などのスラヴ系正教会では白いクロブーク（帽子の一種）で府主教である事が識別出来る。但しルーマニア正教会のように総主教が白いクロブークを着用しているケースも正教会にはあるので注意が必要。首から下げているのはパナギア。リヤサを着用している。

コンボスキニオン（ギリシア語: Κομβοσχοίνι, ロシア語: Чётки, 英語: prayer rope）とは、正教会、東方典礼カトリック教会、東方諸教会で用いられる数珠状の祈りの用具。チョトキとも。
イイススの祈り、或いはイイスス經（きょう）とともに用いる。4世紀のエジプトの修道士・聖人によって考案されたとされている。カトリック教会のロザリオの起源ともされる。

## 由来・伝承
コンボスキニオンは、4世紀頃のエジプトの修道士でのちに聖人となった、聖大パホミイ（パコミオス、パホミオスとも：ギリシア語: Παχώμιος, 英語: Pachomius）によって考案されたとされる。
正教会の伝承によれば、ある日、聖大パホミイが祈っている時に天使がやってきて、コンボスキニオンの編み方を耳元で教えた。そこで聖大パホミイは天使の教えた通りに、十二重に紐を編み、数珠玉を作った。これがコンボスキニオンの始まりと伝えられている。

## 使い方・形状
石や木の実で作られる事もあるが、基本的には紐（きれ・毛糸）で作られる。音が祈りの妨げにならないようにするための配慮であるとされる。
コンボスキニオンはイイススの祈りと呼ばれる祈り（「主イイスス・ハリストス神の子よ、われ罪人(ざいにん)を憐れみたまえ」）とともに、1回祈るたびに指で1個の玉を手繰りつつ用いる。
基本的にはコンボスキニオンは修道院の伝統であり、主に修道士が指導者の指導のもとで用いるものであって、一般信徒がこれを用いる事はあまり無い。ただし一般信徒による使用が禁じられている訳では無い。なお、正教会の主教（総主教・府主教・大主教を含む）は修道士であるため、コンボスキニオンを使用する。修道司祭（掌院・典院を含む）・修道輔祭も同様にコンボスキニオンを使用する。
100個の玉を有するものが基本形であるが、他に300個、250個、50個、33個（イイスス・ハリストスのこの世での生涯の年数）、12個のものなどがある。
コンボスキニオンは祈りの数を数えるためのものではなく、規則的にリズミカルに祈りを繰り返すのを助けるためのものであるとされる。祈りの時、手を使う動作を伴う事で、祈りにより集中でき、中断しなくなるとされる。

## 各言語における語彙・語源
コンボスキニオンはギリシャ語コンボスコイニ（Κομβοσχοίνι < σχοινιά (ή σχοινία) 「縄」）に由来する片仮名表記であるが、ロシア語由来のチョトキ（Чётки）との片仮名転写も広く用いられる。ただしロシア語本来のチョトキは「数える」に由来する語であり、カトリックのロザリオや仏教の数珠等をも含む数珠状念具の総称である。なおコンボスキニオンに相当するロシア語はヴェルヴィーツァ（вервица 「縄」）である。
日本語以外の諸言語でも、「チョトキ」系の転写と「コンボスキニオン」系の転写が両方用いられている。なお、ギリシャ語には幾つかの表記があり、その影響から英語をはじめとする言語のラテン文字転写にも様々なものがある。
- ギリシャ語表記例[2]
  - Κομποσκοίνι（コンボスキニ） - 古典的発音に基づく綴り
  - Κομβοσχοίνι（コンヴォスヒニ）- 伝統的な綴り

- 英語におけるラテン文字表記・転写例
  - 翻訳による呼称 - prayer rope
  - ロシア語由来 - chotki
  - ギリシャ語由来 - komboskini, komvoskinion（対格 -ον から）, komboschoinia（複数形 -α から）